# Administrativní dělení Uzbekistánu

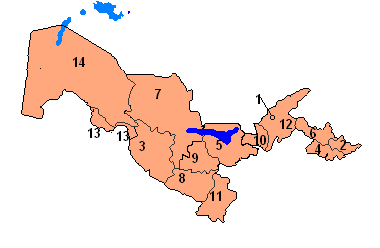
Regiony v Uzbekistánu

Uzbekistán je rozdělen do 12 regionů (viloyatlar), 1 autonomní republiky (respublika), a 1 město na stejné úrovni jako regiony (shahar). Regiony se dále dělí na 160 okresů (tumanlar).
| Číslo na mapě | Region                   | Hlavní město | Rozloha (km²) | Počet obyvatel (2015) |
| ------------- | ------------------------ | ------------ | ------------- | --------------------- |
| 2             | Andižanský vilájet       | Andižan      | 4,200         | 2,857,300             |
| 3             | Bucharský vilájet        | Buchara      | 39,400        | 1,785,400             |
| 4             | Ferganský vilájet        | Fergana      | 6,800         | 3,444,900             |
| 5             | Džizzacký vilájet        | Džizách      | 20,500        | 1,250,100             |
| 13            | Chorazmský vilájet       | Urgenš       | 6,300         | 1,715,600             |
| 6             | Namanganský vilájet      | Namangan     | 7,900         | 2,554,200             |
| 7             | Navojský vilájet         | Navoiy       | 110,800       | 913,200               |
| 8             | Kaškadarjinský vilájet   | Karši        | 28,400        | 2,958,900             |
| 9             | Samarkandský vilájet     | Samarkand    | 16,400        | 3,514,800             |
| 10            | Syrdarjinský vilájet     | Guliston     | 5,100         | 777,100               |
| 11            | Surchandarjinský vilájet | Termiz       | 20,800        | 2,358,300             |
| 12            | Taškentský vilájet       | Taškent      | 15,300        | 2,758,300             |
| 14            | Karakalpakstán           | Nukus        | 160,000       | 1,763,100             |
| 1             | Taškent                  | Taškent      | 335           | 2,352,300             |

## Enklávy a exklávy
Existují čtyři uzbecké exklávy, všechny z nich jsou obklopeny kyrgyzským územím v regionu Fergánského údolí, kde se setkávají Kyrgyzstán, Tádžikistán a Uzbekistán. Dvě z nich jsou Sochský rajon, jehož plocha je 325 km2 a v roce 1993 tu žilo 42,800 obyvatel (některé odhady říkají, že tu žije 70,000 obyvatel, z nichž jsou 99% Tádžikové a zbytek Uzbekové) a Šohimardon, jehož rozloha je 90 km2, v roce 1993 tu žilo 5100 obyvatel (91% jsou Uzbekové a 9% Kyrgyzové). Další dvě jsou malá území Šon-Kara (nebo Kalaša), zhruba 3 km dlouhá a 1 km široká, a Džani-Adžil (nebo Džanžail), s rozlohou zhruba 3 km2. Šon-Kara se nachází na řece Soch, mezi uzbeckou hranici a Sochským rajonem.
V Uzbekistánu se nachází tádžická exkláva, vesnice Sarvan, která zahrnuje úzký a dlouhý pás země 15 km dlouhý a 1 km široký, podél silnice z Angrenu do Kokandu. Vesnice Barak (627 obyvatel), nacházející se mezi městy Margilan a Fergana, byla dříve exkláva Kyrgyzstánu, ale poté bylo prokázáno, že není zcela obklopena územím Uzbekistánu, a tak je připojená ke Kyrgyzstánu.